# Feminizm w muzykologii
Feminizm w muzykologii. Przypływ zainteresowania tematyką kobiecą w muzykologii nastąpił w latach 1960. Za patrona tej zmiany uważany jest Theodor W. Adorno, a także Michel Foucault. Badając obecność kobiet w życiu muzycznym podkreślano, że  zazwyczaj były one wykonawczyniami, słuchaczkami, mecenaskami czy też osobami w innych rolach – takich jednak, które pomijane są w podręcznikach do historii muzyki opisujących przede wszystkim najwybitniejsze dzieła – a te tworzyli mężczyźni.
Pierwsza fala zainteresowania kwestią kobiecą przyniosła słowniki poświęcone samym kobietom oraz specjalistyczne publikacje opisujące zapomnianą obecność kobiet w życiu muzycznym. Pojawiły się monografie poświęcone kobietom, zaczęto wydawać ich utwory, a potem coraz częściej nagrywać. Zaczęto organizować konkursy dla komponujących kobiet (np. w Heidelbergu). 
Następną falę stworzyła feministyczna muzykologia, a także muzykologia gender. Rozwinęły się przede wszystkim w USA. Za najważniejszą jej przedstawicielkę uważa się Susan McClary. Jej książka Feminine Endings (1991; ISBN 0-8166-4189-7), czyli "żeńskie końcówki" (dokładniej: kadencje): muzyka, płeć społeczna i seksualność uważana była za manifest nowego kierunku badań. Kierując się feministycznymi przesłankami, starano się ustalić czy i w jaki sposób twórczość kobieca różni się od męskiej. Niektóre/niektórzy uważali, że zjawisko takie nie występuje, inne/inni doszukiwali się różnic, które można by uzasadnić płcią, jak amerykańska profesorka kompozycji Elisabeth Flynn, która na podstawie utworów swoich studentek i studentów z pierwszego roku stwierdziła, że narracja w utworach dziewcząt opiera się na interakcji, komunikacji lub komunikacji chybionej, tymczasem narracja w utworach mężczyzn jest opowiadaniem o osiągnięciach, rozstaniach, albo niepowodzeniach w działaniu.
Wkrótce feministyczna muzykologia obudziła rezonans w Niemczech, gdzie skutki wyeliminowania kobiet z życia publicznego przez Hitlera po 1933 roku podobno odczuwane były jeszcze nawet długo po wojnie.
W Polsce feministyczna muzykologia ani muzykologia gender nie obudziła zainteresowania. Panoramę problemu po raz pierwszy naszkicowała w 1997 roku Maria Anna Harley, a w 2001 Danuta Gwizdalanka, która wspomniała też o istnieniu jednej pracy magisterskiej poświęconej kwestii kobiecej. Specyficznie kobiecej twórczości poświęcone były trzy wystawy: 
- w 1992 ze zbiorów Biblioteki Narodowej w Warszawie (Kobieta w muzyce. Twórczość i inspiracja)
- w 2003 w Katowicach, poświęcona polskim kompozytorkom 1816–1939[5]
- w 2005 w Katowicach, prezentująca obecność muzyki w czasopismach kobiecych tudzież krytykę muzyczną uprawianą przez kobiety w latach 1818-1939[6].

Inicjatorkami wystaw w Katowicach były Magdalena Dziadek i Lilianna Moll.